# Tyśmienica (dopływ Wieprza)
Tyśmienica – rzeka, prawy dopływ Wieprza o długości 74,47 km.
Rzeka płynie przez Nizinę Południowopodlaską w województwie lubelskim do Pradoliny Wieprza doliną o szerokości ok. 3,5 km. Przepływa przez Równinę Łęczyńsko-Włodawską, Zaklęsłość Sosnowicką i Równinę Parczewską oraz przez miejscowości: Ostrów Lubelski, Tyśmienica, Siemień, Niewęgłosz, Tchórzew, Górkę Kocką, Kock.
Jej prawymi dopływami są Bobrówka, Piwonia (lub Piwonia I), Piwonia Stara (lub Piwonia II), Bystrzyca, Białka, Czarna.